# Diên Toàn
Diên Toàn là một xã thuộc huyện Diên Khánh, tỉnh Khánh Hòa, Việt Nam.
Xã Diên Toàn có diện tích 6,08 km², dân số năm 1999 là 5.535 người, mật độ dân số đạt 910 người/km².